# シュテファニー・カーク
シュテファニー・カーク（Stefanie Karg、女性、1986年10月22日 - ）は、ドイツの元バレーボール選手。元ドイツ代表。

## 来歴
2004年、ジュニア代表としてヨーロッパ選手権に出場し、4位となる。同年、ドレスナーSCに入団し、プロとしてのキャリアをスタートさせる。2007年、ブンデスリーガで優勝を果たした。同年にはシニア代表に初選出される。
2014年、国内リーグにて優勝すると、再度ドイツ代表に選ばれ、レギュラーに抜擢されたモントルーバレーマスターズでは初優勝に貢献した。同年のワールドグランプリ、世界選手権に出場した。
2014-15シーズンはチェコリーグのVK AGEL Prostějovでプレーした。

## 球歴
- 世界選手権 - 2014年
- ワールドグランプリ - 2014年

## 所属クラブ
- ドレスナーSC（2003-2014年）
- VKプロスチェヨフ（2014-2015年）